# Liste der Bodendenkmäler in Burgau
Auf dieser Seite sind die Bodendenkmäler in der schwäbischen Stadt Burgau zusammengestellt. Diese Tabelle ist eine Teilliste der Liste der Bodendenkmäler in Bayern. Grundlage ist die Bayerische Denkmalliste, die auf Basis des Bayerischen Denkmalschutzgesetzes vom 1. Oktober 1973 erstmals erstellt wurde und seither durch das Bayerische Landesamt für Denkmalpflege geführt wird. Die folgenden Angaben ersetzen nicht die rechtsverbindliche Auskunft der Denkmalschutzbehörde.

## Bodendenkmäler in Burgau
| Lage                                                | Objekt | Akten-Nr.     | Bild           |
| --------------------------------------------------- | --- | ------------- | -------------- |
| (Standort)                                          | Viereckschanze der jüngeren Latènezeit. | D-7-7527-0094 |                |
| (Standort)                                          | Grabhügel der Hallstattzeit. | D-7-7528-0013 |                |
| (Standort)                                          | Grabhügel vorgeschichtlicher Zeitstellung. | D-7-7528-0059 |                |
| (Standort)                                          | Siedlung der Latènezeit, des Mittelalters und vor- und frühgeschichtlicher Zeitstellung.                                                      | D-7-7528-0080 |                |
| (Standort)                                          | Gräber des Frühmittelalters. | D-7-7528-0081 |                |
| (Standort)                                          | Straße der römischen Kaiserzeit. | D-7-7528-0090 |                |
| (Standort)                                          | Gräberfeld der späten römischen Kaiserzeit.                                                                                                   | D-7-7528-0091 |                |
| (Standort)                                          | Siedlung vor- und frühgeschichtlicher Zeitstellung und der Bronzezeit, Villa rustica der römischen Kaiserzeit.                                | D-7-7528-0092 |                |
| (Standort)                                          | Gräber der Urnenfelderzeit. | D-7-7528-0094 |                |
| (Standort)                                          | Siedlung des Mittelalters. | D-7-7528-0095 |                |
| (Standort)                                          | Gräber des frühen Mittelalters. | D-7-7528-0096 |                |
| (Standort)                                          | Archäologische Befunde im Bereich des mittelalterlichen und frühneuzeitlichen ehemaligen jüdischen Friedhofs bei Burgau.                      | D-7-7528-0147 |                |
| (Standort)                                          | Mittelalterliche und frühneuzeitliche Befunde im Bereich der Marktsiedlung von Burgau.                                                        | D-7-7528-0148 |                |
| Kirchplatz 6 (Standort)                             | Mittelalterliche und frühneuzeitliche Befunde im Bereich der katholischen Pfarrkirche Mariä Himmelfahrt in Burgau.                            | D-7-7528-0149 | weitere Bilder |
| Käppelestraße 34 (Standort)                         | Frühneuzeitliche Befunde im Bereich der Kapelle St. Leonhard in Burgau.                                                                       | D-7-7528-0150 | weitere Bilder |
| Norbert-Schuster-Straße 11 (Standort)               | Mittelalterlicher Burgstall sowie frühneuzeitliches Schloss.                                                                                  | D-7-7528-0151 | weitere Bilder |
| Hammerstetter Straße 18 (Standort)                  | Mittelalterliche und frühneuzeitliche Befunde im Bereich der katholischen Filialkirche Mariä Opferung in Großanhausen.                        | D-7-7528-0153 |                |
| Gangolfstraße 12 (Standort)                         | Mittelalterliche und frühneuzeitliche Befunde im Bereich der katholischen Kirche St. Gangolf in Kleinanhausen.                                | D-7-7528-0155 |                |
| Pfarrer-Völk-Straße 12 (Standort)                   | Mittelalterliche und frühneuzeitliche Befunde im Bereich der katholischen Pfarrkirche St. Stephan in Limbach.                                 | D-7-7528-0157 | weitere Bilder |
| (Standort)                                          | Mittelalterlicher Burgstall sowie frühneuzeitliches Schloss.                                                                                  | D-7-7528-0159 |                |
| Knöringer Kirchplatz 5 (Standort)                   | Mittelalterliche und frühneuzeitliche Befunde im Bereich der katholischen Pfarrkirche St. Martin in Unterknöringen und ihrer Vorgängerbauten. | D-7-7528-0161 | weitere Bilder |
| Wallensteinstraße 1; Wallensteinstraße 3 (Standort) | Mittelalterliche und frühneuzeitliche Befunde im Bereich der Loretokapelle, mittelalterlicher Turmhügel.                                      | D-7-7528-0198 |                |
| Stadtstraße 2 (Standort)                            | Mittelalterliche und frühneuzeitliche Befunde im Bereich des Stadttors von Burgau und seiner Vorgängerbauten.                                 | D-7-7528-0199 | weitere Bilder |
| (Standort)                                          | Untertägige Teile des abgebrochenen frühneuzeitlichen Stadttors von Burggau (Käppelestor).                                                    | D-7-7528-0200 |                |
| (Standort)                                          | Mittelalterliche und frühneuzeitliche Befunde im Bereich des ehemaligen Hinteren Tor von Burgau.                                              | D-7-7528-0201 |                |
| (Standort)                                          | Siedlung der Hallstattzeit. | D-7-7528-0203 |                |
| (Standort)                                          | Abgegangene Wallfahrtskirche der frühen Neuzeit (Maria-Königin-Bild).                                                                         | D-7-7528-0204 |                |